# Colombia en el Critérium del Dauphiné
El Critérium del Dauphiné es el nombre tradicional de una competición ciclística por etapas que se corre en los alpes franceses durante el mes de junio. La carrera inició en 1947 y a lo largo de su historia ha recibido varios nombres, todos relacionados con la antigua provincia francesa del Dauphine. La primera participación de un equipo colombiano se remonta a la edición de 1984 cuando el equipo Leche La Gran Vía, dirigido por Marcos Ravelo y conformado por Armando Aristizábal, Alirio Chizabas, Reynel Montoya, Martín Ramírez, Pacho Rodríguez y Pablo Wilches, formó parte del pelotón de salida. En dicha edición, corrida entre el 28 de mayo y el 4 de julio, el campeón fue Martín Ramírez.

## Victorias y podios
Cuatro victorias logradas por tres ciclistas suma Colombia en el Critérium del Dauphiné, tres han sido segundos y uno ha ocupado el tercer lugar con el siguiente detalle:
| Puesto | Ciclista               | Edición   |
| ------ | ---------------------- | --------- |
| 1º     | Martín Ramírez         | 1984      |
| 1º     | Lucho Herrera          | 1988 1991 |
| 1º     | Daniel Felipe Martínez | 2020      |
| 2º     | Henry Cárdenas         | 1987      |
| 2º     | Oliverio Rincón        | 1993      |
| 2º     | Santiago Botero        | 2005      |
| 3º     | Álvaro Mejía           | 1990      |

## Vencedores de etapa
El primer ciclista colombiano que consiguió una victoria de etapa en el Critérium del Dauphiné fue Pacho Rodríguez en 1984, quien en su primera participación se impuso el 31 de mayo en la 3ª etapa entre Mâcon y Saint-Julien-en-Genevois. Desde entonces, y hasta la edición de 2024, 10 ciclistas han logrado un total de 14 victorias de etapa con el siguiente detalle:
| Victorias | Ciclista               | Etapas |
| --------- | ---------------------- | --- |
| 3         | Santiago Botero        | 2002 – 3.ª etapa: Montélimar – Pierrelatte 2005 – 3.ª etapa: Roanne – Roanne 2005 – 6.ª etapa: Albertville – Morzine-Avoriaz |
| 2         | Pacho Rodríguez        | 1984 – 3.ª etapa: Mâcon – Saint-Julien-en-Genevois 1984 – 5.ª etapa: Chambéry – Fontanil                                     |
| 2         | Lucho Herrera          | 1988 – 6.ª etapa (parte B): Grenoble – Grenoble 1991 – 6.ª etapa: Crest – Villard-de-Lans                                    |
| 1         | Carlos Mario Jaramillo | 1985 – 3.ª etapa: Ambérieu – Firminy                                                                                         |
| 1         | Henry Cárdenas         | 1987 – 6.ª etapa: Chambéry – Valfréjus                                                                                       |
| 1         | Álvaro Mejía           | 1990 – 8.ª etapa: Annecy – Annecy                                                                                            |
| 1         | Martín Farfán          | 1992 – 6.ª etapa: Cluses – Le Collet d'Allevard                                                                              |
| 1         | William Palacio        | 1992 – 7.ª etapa: Allevard-les-Bains – Villard-de-Lans                                                                       |
| 1         | Oliverio Rincón        | 1993 – 6.ª etapa: Grenoble – Bourg-Saint-Maurice                                                                             |
| 1         | Nairo Quintana         | 2012 – 6.ª etapa: Saint-Alban-Leysse – Morzine                                                                               |

## Maillots

### Maillot de líder
En el Critérium del Dauphiné el maillot de líder de la clasificación general es amarillo con una banda azul en el pecho. Pacho Rodríguez fue el primer pedalista colombiano en vestir la camiseta de líder en la edición de 1984 lo llevó durante 2 días. Otros tres colombianos han vestido el maillot de líder; a continuación la lista y las jornadas vistiendo esa camiseta.
| Días de líder | Ciclista           | Edición |
| ------------- | ------------------ | ------- |
| 2             | Pacho Rodríguez    | 1984    |
| 2             | Martín Ramírez     | 1984    |
| 1             | Julio César Cadena | 1986    |
| 1             | Lucho Herrera      | 1991    |

### Maillot a lunares
Un maillot azul de lunares blancos identifica al mejor escalador de la prueba. Esta clasificación recompensa al ciclista que obtiene más puntos al pasar por las cumbres de los diferentes puertos de montaña de que consta la carrera. En la historia del Critérium del Dauphiné dos ciclistas colombianos han logrado 2 victorias en la clasificación de la montaña con el siguiente detalle: 
| Victorias | Ciclista           | Edición |
| --------- | ------------------ | ------- |
| 1         | Henry Cárdenas     | 1987    |
| 1         | Cayetano Sarmiento | 2012    |

### Maillot blanco
El maillot blanco identifica al menor de 25 años mejor ubicado en la clasificación general. Los ciclistas colombianos han obtenido una victoria en la categoría de mejor joven del Critérium:
| Victorias | Ciclista               | Edición |
| --------- | ---------------------- | ------- |
| 1         | Daniel Felipe Martínez | 2020    |